# Catherine Ndereba
Wincatherine Nyambura Ndereba (* 21. červenec 1972, Gatunganga) je keňská běžkyně, specializující se na Maratonský běh.

## Kariéra
S běháním začala ve škole v blízkosti svého rodiště. Už v roce 1995 reprezentovala svou zemi na mezinárodních závodech a také stanovila svůj osobní rekord v běhu na 10 km v čase 31:35 a to v americkém Pittsburghu.
V roce 1996 se účastnila 18 závodů, ze kterých 13 závodů vyhrála. Ve stejném roce byla také vyhlášena asociací USA Track and Field silničním běžcem roku. Na závodě v Pittsburghu, kde rok předtím stanovila svůj osobní rekord v běhu na 10 km, doběhla třetí.
V roce 1998 byla opět zvolena silniční běžkyní roku a získala bronz a týmové zlato na mezinárodním půlmaratonu v italském Palermu. Pokořila také hned čtyři světové rekordy v bězích na 5 (15:09), 12 (38:37), 15 (48:52) kilometrů a na 10 mil (53:07). Odbyla si také premiéru v maratonu, a to v Bostonu, kde doběhla šestá v čase 2:28:27. Poprvé také vyhrála svůj oblíbený závod v Pittsburghu.
V roce 2000 jí asociace AIMS zvolila atletem roku a podařilo se jí vyhrát maratony v Bostonu a Chicagu. O rok později se jí oba maratony podařilo vyhrát znovu a vyhrála také půlmaraton v nizozemském Haagu. V roce 2002 doběhla na maratonech v Bostonu a Chicagu shodně druhá.
V roce 2003 přišel první velmi významný mezinárodní úspěch v podobě zlaté medaile na mistrovství světa. Ve stejném roce vyhrála také půlmaraton v japonském Sapporu a druhá doběhla v maratonech v New Yorku a Londýně. O rok později opět zvítězila v Bostonském maratonu a získala také stříbrnou medaili na olympiádě v Aténách.
Další cennou medaili získala v roce 2005, kdy si doběhla pro stříbro na mistrovství světa. Stala se také první ženou, která čtyřikrát vyhrála Bostonský maraton. V roce 2006 zvítězila v půlmaratonu v kolumbijské Bogotě a v maratonu v Ósace. Na stejném místě si pak o rok později doběhla pro druhou zlatou medaili z atletického mistrovství světa.
Roku 2008 si doběhla také pro druhou stříbrnou medaili z letní olympiády. Při maratonu v Londýně v roce 2009 vyrovnala rekord Katrin Dörreové v počtu maratonů dokončených v čase pod dvě a půl hodiny (21).

## Osobní život a ocenění
Časopis Chicago Tribune označil Catherine za největší ženskou běžkyni maratonu všech dob. V roce 2001 pokořila ženský rekord maratonu, a to časem 2:18:47. Několikrát byla vyhlášena keňskou sportovkyní roku a několik poct se jí dostalo také od keňského prezidenta, Mwai Kibakiho.
Catherine má dceru Jane, narozenou roku 1997, žije v Nairobi s manželem Anthony Maineou. Přezdívá se jí "Velká Catherine" a její sourozenci, bratr Samuel a sestra Anastasia jsou taktéž maratonci.
Spisovatel Ng´ang´a Mbugua napsal o Catherine knížku s názvem Catherine Ndereba:Královna maratonu.

### Státní vyznamenání
- Řád velkého válečníka Keni – Keňa, 2005[1]